# Конструкторське бюро спецтехніки
Київське конструкторське бюро спецтехніки (КБС або КБСТ) — українське конструкторське бюро з розробки новітньої стрілецької зброї. Існувало у 1993—2006 роках. Очолював конструкторське бюро головний конструктор Ігор Михайлович Олексієнко.

## Історія
Київське конструкторське бюро спецтехніки було сформоване рішенням тоді ще керівництва Міністерства машинобудування, ВПК і конверсії за сприянням Служби безпеки України в березні 1993 року.
Перед конструкторським бюро була поставлена мета створювати просту в поводженні зброю великої потужності та без відбою для забезпечення як спецпідрозділів, так і регулярної армії. Протягом свого існування конструкторське бюро займалося створенням зразків, систем та моделей різних видів стрілецької зброї. В бюро працювало понад 50 співробітників.
В кінці 90-х років спеціалісти конструкторського бюро спецтехніки створили декілька дослідних зразків стрілецької зброї для спецпідрозділів МВС та СБУ. Деякі зразки зброї, розроблені в КБС, проходили випробування з 1994 по 1999 роки. Правда, фінансові проблеми, складнощі із залученням інвестиції, відсутність бази для проведення випробувань не дозволили довести їх до серійного виробництва. І тоді в конструкторському бюро спецтехніки, щоб якось вижити, шили взуття та торгували цукром.
28 жовтня 2005 року наказом Міністерства промислової політики України № 405 шляхом реорганізації (злиття) ДП «Конструкторське бюро спецтехніки» та ДП «Науково-технічний центр артилерійсько-стрілецького озброєння» було створено ДП «Конструкторське бюро „Артилерійське озброєння“» (ДП КБАО). А в 2006 році Київське конструкторське бюро спецтехніки було розформовано, а приміщення, у якому воно розташовувалося, викупила приватна компанія.

## Дослідні зразки
- Пістолети: КБС-1 «Вій», ПШ-4, ПШ-45
- Пістолети-кулемети: Ельф-1, Ельф-2, Гоблін-1, Гоблін-2, Гном, Трансформер
- Автомати: Сорока
- Великокаліберні снайперські гвинтівки: Аскорія
- Ручні гранатомети: РГ-24